# Mount Hopkins
Mount Hopkins – góra w hrabstwie Santa Cruz w stanie Arizona. Znajduje się tutaj obserwatorium astronomiczne im. Freda Lawrence’a Whipple’a.